# Olympische Sommerspiele 2004/Kanu – Einer-Kajak 500 m (Frauen)
Die Wettkämpfe im Einer-Kajak über 500 Meter bei den Olympischen Sommerspielen 2004 wurden vom 24. bis zum 28. August 2004 auf der Strecke im Schinias Olympic Rowing and Canoeing Centre ausgetragen.

## Ergebnisse

### Vorläufe
Bei den drei Vorläufen am 24. August nahmen 24 Athletinnen teil, die drei Finalistinnen und 18 Halbfinalistinnen ausfuhren.
Die jeweils Erstplatzierte erreichte direkt das Finale, die jeweils Letzte der ersten beiden Läufe schied aus, wobei die Kasachin Natalja Sergejewa wegen eines Fehlers am Start disqualifiziert wurde.

#### Vorlauf 1
| Rang | Athletin            | Nation      | Zeit         | Bemerkung  |
| ---- | ------------------- | ----------- | ------------ | ---------- |
| 1    | Natasa Janics       | Ungarn      | 1:49,870 min | Finale     |
| 2    | Katrin Wagner       | Deutschland | 1:53,234 min | Halbfinale |
| 3    | Larissa Kossorukowa | Israel      | 1:54,234 min | Halbfinale |
| 4    | Li Ting             | China       | 1:55,474 min | Halbfinale |
| 5    | Nathalie Marie      | Frankreich  | 1:57,342 min | Halbfinale |
| 6    | Fernanda Lauro      | Argentinien | 1:59,474 min | Halbfinale |
| 7    | Đoàn Thị Cách       | Vietnam     | 2:06,126 min | Halbfinale |
| —    | Natalja Sergejewa   | Kasachstan  | DSQ          |            |

#### Vorlauf 2
| Rang | Athletin          | Nation         | Zeit         | Bemerkung  |
| ---- | ----------------- | -------------- | ------------ | ---------- |
| 1    | Caroline Brunet   | Kanada         | 1:50,366 min | Finale     |
| 2    | Josefa Idem       | Italien        | 1:50,466 min | Halbfinale |
| 3    | Petra Santy       | Belgien        | 1:52,834 min | Halbfinale |
| 4    | Lucy Hardy        | Großbritannien | 1:54,518 min | Halbfinale |
| 5    | Michala Strnadová | Tschechien     | 1:55,806 min | Halbfinale |
| 6    | Yuliya Borzova    | Usbekistan     | 1:56,586 min | Halbfinale |
| 7    | Amanda Rankin     | Australien     | 1:56,678 min | Halbfinale |
| 8    | Sarce Aronggear   | Indonesien     | 2:03,790 min |            |

#### Vorlauf 3
| Rang | Athletin                    | Nation             | Zeit         | Bemerkung  |
| ---- | --------------------------- | ------------------ | ------------ | ---------- |
| 1    | Marcela Erbanová            | Slowakei           | 1:53,508 min | Finale     |
| 2    | Aneta Konieczna             | Polen              | 1:53,840 min | Halbfinale |
| 3    | Athina-Theodora Alexopoulou | Griechenland       | 1:54,828 min | Halbfinale |
| 4    | Jenni Honkanen              | Finnland           | 1:55,244 min | Halbfinale |
| 5    | Carrie Johnson              | Vereinigte Staaten | 1:57,708 min | Halbfinale |
| 6    | Olga Kostenko               | Russland           | 1:58,520 min | Halbfinale |
| 7    | Miyuki Shirata              | Japan              | 2:00,860 min | Halbfinale |

### Halbfinals
Die jeweils drei schnellsten Athleten der Halbfinals erreichten den Endlauf.
Halbfinale 1
| Rang | Athletin                    | Nation       | Zeit         | Bemerkung |
| ---- | --------------------------- | ------------ | ------------ | --------- |
| 1    | Katrin Wagner               | Deutschland  | 1:52,630 min | Finale    |
| 2    | Jenni Honkanen              | Finnland     | 1:53,050 min | Finale    |
| 3    | Li Ting                     | China        | 1:53,598 min | Finale    |
| 4    | Petra Santy                 | Belgien      | 1:54,534 min |           |
| 5    | Athina-Theodora Alexopoulou | Griechenland | 1:54,950 min |           |
| 6    | Olga Kostenko               | Russland     | 1:55,766 min |           |
| 7    | Michala Strnadová           | Tschechien   | 1:56,154 min |           |
| 8    | Amanda Rankin               | Australien   | 1:56,198 min |           |
| 9    | Fernanda Lauro              | Argentinien  | 2:00,198 min |           |

Halbfinale 2
| Rang | Athletin            | Nation             | Zeit         | Bemerkung |
| ---- | ------------------- | ------------------ | ------------ | --------- |
| 1    | Josefa Idem         | Italien            | 1:50,844 min | Finale    |
| 2    | Larissa Kossorukowa | Israel             | 1:55,096 min | Finale    |
| 3    | Lucy Hardy          | Großbritannien     | 1:56,432 min | Finale    |
| 4    | Carrie Johnson      | Vereinigte Staaten | 1:56,712 min |           |
| 5    | Nathalie Marie      | Frankreich         | 1:57,944 min |           |
| 6    | Yuliya Borzova      | Usbekistan         | 1:59,560 min |           |
| 7    | Miyuki Shirata      | Japan              | 2:03,076 min |           |
| 8    | Đoàn Thị Cách       | Vietnam            | 2:06,692 min |           |
| 9    | Aneta Konieczna     | Polen              | DSQ          |           |

Die Polin wurde wegen eines zu leichten Bootes disqualifiziert.

### Finale
| Rang | Athletin            | Nation         | Zeit         |
| ---- | ------------------- | -------------- | ------------ |
| 1    | Natasa Janics       | Ungarn         | 1:47,741 min |
| 2    | Josefa Idem         | Italien        | 1:49,729 min |
| 3    | Caroline Brunet     | Kanada         | 1:50,601 min |
| 4    | Katrin Wagner       | Deutschland    | 1:52,557 min |
| 5    | Marcela Erbanová    | Slowakei       | 1:52,685 min |
| 6    | Larissa Kossorukowa | Israel         | 1:53,089 min |
| 7    | Lucy Hardy          | Großbritannien | 1:53,717 min |
| 8    | Jenni Honkanen      | Finnland       | 1:53,937 min |
| 9    | Li Ting             | China          | 1:54,473 min |